# Цепёл (верхний приток Язьвы)

Цепёл — река в России, протекает в Пермском крае. Устье реки находится в 150 км по правому берегу реки Язьва. Длина реки составляет 28 км. В 4 км от устья принимает крупный правый приток Ошмас.

## Описание
Протекает через южную часть Красновишерского района Пермского края. Берёт начало на западных склонах горного хребта Кваркуш и течёт главным образом в западном направлении. Притоки — Малиновка, Полутенная, Пальничная (левые); Олишор, Ефимовка, Ошмас (правые). В среднем и нижнем течении скорость течения составляет 1 м/с, в верховьях она выше, река имеет там горный характер. Впадает в Язьву к югу от горы Кайбуш у развалин покинутой деревни Усть-Цепёл.

## Данные водного реестра
По данным государственного водного реестра России относится к Камскому бассейновому округу, водохозяйственный участок реки — Кама от водомерного поста у села Бондюг до города Березники, речной подбассейн реки — бассейны притоков Камы до впадения Белой. Речной бассейн реки — Кама.
По данным геоинформационной системы водохозяйственного районирования территории РФ, подготовленной Федеральным агентством водных ресурсов:
- Код водного объекта в государственном водном реестре — 10010100212111100004990
- Код по гидрологической изученности (ГИ) — 111100499
- Код бассейна — 10.01.01.002
- Номер тома по ГИ — 11
- Выпуск по ГИ — 1